# Tipula satrapa
Tipula satrapa är en tvåvingeart som beskrevs av Alexander 1952. Tipula satrapa ingår i släktet Tipula och familjen storharkrankar. Inga underarter finns listade i Catalogue of Life.